# Kongō (góra)
Kongō (jap. 金剛山 Kongō-san) – góra w Japonii.
Położona jest w łańcuchu Kongō-sanchi, leżącym na pograniczu prefektury Osaka i prefektury Nara. Mierzy 1 125 m wysokości n.p.m. Położona w pobliżu góry Katsuragi. Jej nazwa pochodzi od słowa kongō, które w języku japońskim oznacza wadżrę. Na górę prowadzi kolej linowa o długości 1,3 km.
Góra dała nazwę kilku japońskim okrętom wojennym: korwecie pancernej Kongō, krążownikowi liniowemu Kongō i niszczycielowi rakietowemu Kongō.